# Original Memphis Five
The Original Memphis Five (auch kurz: Memphis Five) war eine amerikanische Jazz-Band aus New York. Der Band kam eine wichtige Rolle bei der Entstehung des improvisierten weißen Jazzstils in New York zu.

## Bandgeschichte
The Original Memphis Five wurde 1917 vom Trompeter Phil Napoleon und dem Pianisten Frank Signorelli in New York gegründet. Die Band wurde nach dem Stück Memphis Blues von W. C. Handy benannt, nicht nach der Stadt Memphis. Die Band nahm zwischen 1922 und 1931 an die hundert Stücke auf, teilweise unter anderen Namen wie Cotton Pickers, Jazzbo’s Carolina Serenaders, Bailey’s Lucky Seven, The Southland Six oder Ladd’s Black Aces. Sie löste sich um 1931 auf. Im Zuge eines Dixieland-Revivals 1948 formierte sie sich neu und erhielt ein Engagement im Jazzclub Nick’s in New York. Noch mehrere Jahre trat die Band in Nachtclubs auf, wann sie sich endgültig auflöste, ist nicht bekannt.

## Stil und Einflüsse
Die Band wurde von verschiedenen Künstlern und Bands wie beispielsweise Original Dixieland Jazz Band beeinflusst, zu deren Besetzung Lytell und Signorelli zuvor gehört hatten. Der Musikstil der Original Memphis Five erinnert an ähnliche Jazz-Bands wie The Red Heads, The Charleston Chasers oder State Street Ramblers. Der Stil wird als „stegreiferfundene Mehrstimmigkeit, die aus mehreren obligatorisch zusammengefügten Melodielinien bestand“, beschrieben. Basis der Titel war ein harmonisches Grundgerüst, Abwechslung boten die Refrains.

## Diskografie
Originalaufnahmen (Auswahl)
- Runnin’ Wild (1922)
- I Wish I Could Shimmie Like My Sister Kate  (1922)
- Aggravatin’ Papa (1923)
- Aunt Hager’s Blues  (1923)
- Memphis Glide (1923)
- How Come You Do Me Like You Do (1924)
- Indiana Stomp (1925)
- A Blues Serenade (1926)
- Tampeekoe (1926)
- Fireworks (1929)
- Beale Street Blues (1929)
- Jazz Me Blues (1931)

Kompilationen
- The Original Memphis Five (1975, Folkway)
- The Original Memphis Five Collection, Vol. 1: 1922–23 (1993, Collector’s Classic)
- Great White Way Blues (2000, Jazz Archives)
- Pathe Instrumentals: Complete Set 1922–1926 (2004, Retrieval Recordings)
- Columbias 1923–1931 (2006, Retrieval Recordings)